# José Luis Hernández Luna
José Luis Hernández Luna (Ciudad de México, 21 de enero de 1983) es un exfutbolista y jugador de fútbol playa mexicano.

## Trayectoria

### Como futbolista
Jugó ocupando la posición de centrocampista en el Leones de Morelos de México, disputando la Liga de Ascenso durante la temporada 2004. Participó en un total de 11 partidos y anotó un gol.

### Como jugador de fútbol playa
Representa a México en la selección de fútbol playa.

## Estadísticas
Datos actualizados hasta el 22 de mayo de 2004
| Club                       | Div.          | Temporada     | Liga  | Liga  | Copas nacionales | Copas nacionales | Copas internacionales | Copas internacionales | Total | Total |
| Club                       | Div.          | Temporada     | Part. | Goles | Part.            | Goles            | Part.                 | Goles                 | Part. | Goles |
| -------------------------- | ------------- | ------------- | ----- | ----- | ---------------- | ---------------- | --------------------- | --------------------- | ----- | ----- |
| Leones de Morelos · México | 2.ª           | 2004          | 11    | 1     | Inexistente      | Inexistente      | Inexistente           | Inexistente           | 11    | 1     |
| Leones de Morelos · México | Total club    | Total club    | 11    | 1     | Inexistente      | Inexistente      | Inexistente           | Inexistente           | 11    | 1     |
| Total carrera              | Total carrera | Total carrera | 11    | 1     | Inexistente      | Inexistente      | Inexistente           | Inexistente           | 11    | 1     |

## Participaciones en Campeonato de Fútbol Playa de Concacaf
| Copa                                           | Sede   | Resultado    | Partidos | Goles |
| ---------------------------------------------- | ------ | ------------ | -------- | ----- |
| Campeonato de Fútbol Playa de Concacaf de 2009 | México | Tercer lugar |          |       |